# Date, Hokkaidō
Date (伊達市 Date-shi) là một thành phố thuộc tỉnh Hokkaidō, Nhật Bản.